# Bokanur, Belgaum
Bokanur là một làng thuộc tehsil Belgaum, huyện Belgaum, bang Karnataka, Ấn Độ.